# 比拉河 (博羅姆利亞河支流)
比拉河（烏克蘭語：Біла），是烏克蘭的河流，位於該國東北部蘇梅州，屬於博羅姆利亞河的支流，發源自布伊梅爾西部，河口處在比爾卡以東，河道全長12公里。